# Kathekonta
Kathekonta (dal greco antico καθήκοντα, al singolare καθῆκον, kathèkon) è un termine filosofico introdotto dallo stoicismo, traducibile con "azioni giuste", "azione convenienti secondo natura" o anche come "doveri". Il termine fu reso in latino da Cicerone con officium, plurale officia e da Lucio Anneo Seneca con convenientia, plurale convenientiae Secondo la morale stoica, l'uomo (e tutti gli esseri viventi) devono vivere in accordo con la physis o natura: questo accordo è il più significativo senso di kathekon. I kathekonta si contrappongono, secondo la morale stoica, ai katorthomata, che sono invece le "azioni perfette" compiute dal saggio con pieno convincimento e aderenza di volontà.

## Kathekontaekatorthomata
Ciascun essere vivente (uomo, animale, pianta), secondo gli stoici, compie azioni secondo la propria natura. I katorthomata, invece, sono, secondo loro, le azioni perfette perché guidate correttamente dal logos (ragione) ossia teleion kathekon (= kathekon perfetto). Secondo loro, il saggio/filosofo "necessariamente" compie i kathorthomata e raggiunge il kathekon (= perfezione), sospinto dalla virtù posseduta; non così per gli uomini ordinari. Ciò che distingue le due specie di azioni non è la natura dell'azione ma la maniera con cui viene eseguita. Cosicché può accadere, in casi straordinari, che un saggio (la cui completa perfezione resta sempre un ideale mai raggiunto, secondo gli stoici) potrebbe realizzare i katorthomata in circostanze tali da superare la comune morale tanto da essere giudicato una "mostruosa meraviglia" (monstrum): essi fanno l'esempio di compiere rapporti incestuosi con la figlia qualora si trattasse di "salvare" il genere umano, o anche mutilarsi per una nobile causa.

## La morale stoica delkathekon
La morale stoica è complessa e si incarna su diversi piani gerarchici, Nel primo di questi, quello dell'uomo ordinario, si possono realizzare azioni che corrispondono alla natura del soggetto morale (kathekonta). Ma, sempre secondo lo stoicismo, quelle dell'uomo ordinario sono sempre "azioni insensate" (grecamente: ἁμαρτήματα hamartemata) "errore" o "disordine", mentre le azioni dell'uomo saggio sono sempre katorthomata, cioè azioni perfette. L'uomo saggio, infatti, agisce mirando al bene mentre l'uomo ordinario agisce mirando alla propria sopravvivenza. Il saggio e il non saggio, tuttavia, agiscono ambedue obbedendo alla propria natura. Quali esempi di "azioni appropriate" (kathekonta) Diogene Laerzio menziona onorare i genitori, i fratelli e la patria, prendersi cura della propria salute e, nelle circostanze appropriate, sacrificare i propri beni.
Nei katorthomata, che superano il kathekon, gli stoici vedono la realtà che "possiede tutti i numeri": espressione stoica per intendere l'armonia dell'universo che a sua volta allude alla perfezione morale.

## Le azioni indifferenti (adiaphora)
Accanto alle azioni kathekonta e katorthomata, gli stoici immettono un livello intermedio, quello delle azioni "indifferenti" (né cattive né buone, e quindi non conformi al katekon-katermaton). Tali sono da considerarsi "lo star bene", "avere buone relazioni coi parenti" ecc. In questi casi le azioni non-kathekonta, cioè non opportune e non secondo natura, sarebbero il loro contrario: insultare e sfruttare i parenti, danneggiare il proprio corpo ecc. Queste azioni intermedie, né buone né cattive, sono dette adiaphora, moralmente indifferenti sebbene rispondenti a convenienza e prudenza: tra esse, collocano lo "stato di ricchezza", "avere buona fama" ecc. Esse tuttavia non sono escluse dall'ambito della morale, contrariamente a quanto potrebbe sembrare. Per questo Cicerone nel De Finibus Bonorum et Malorum (III, 58-59), avvisa che quando il saggio agisce nell'ambito di queste condizioni, agisce sempre secondo natura.

## Intenzionalità e perfezione
Intenzionalità e perfezione morale sono insieme coinvolte nel kathekon: la seconda non potrebbe sussistere senza la prima.
La intenzionalità occupa largo spazio nell'etica stoica: la morale dell'azione non risiede nell'azione stessa, ma nella intenzione che la dirige, e nella maniera con cui viene realizzata, in altre parole proprio in colui stesso che agisce. Già Cicerone che tradusse kathekon con officium (obbligo, dovere) fa trasparire questo aspetto dell'azione morale. Non che l'intenzionalità nell'azione morale sia stata scoperta dagli stoici, perché di essa trattano, indirettamente, anche Platone, Aristotele e i sofisti, ma con essi ne viene evidenziata l'essenzialità nell'azione morale.
L'intenzionalità emerge anche dalla stoica convinzione che colui che agisce secondo lo spirito dei katorthomata intende agire in armonia con tutte le virtù, mentre l'uomo ordinario può conformarsi a una sola virtù, ed eventualmente a una dopo l'altra. Gli stoici in generale pensano che le virtù sono volute e realizzate dal saggio tutte insieme e che esse si legano una all'altra, e che un'azione "perfetta" le trascina con sé tutte. Anche per questo esse realizzano il kathekon.